# Đế quốc Nga tại Thế vận hội
Đế quốc Nga đã tham dự Thế vận hội lần đầu năm 1900 cũng như gửi vận động viên (VĐV) tới các kỳ Mùa hè 1908 và 1912. Sau Cách mạng Nga (1917) và tiếp đó là sự thành lập Liên bang Xô Viết năm 1922, sự góp mặt của các VĐV Nga bị gián đoạn cho tới 1952. Liên Xô tan rã năm 1991 và Nga đã tham gia Olympic với tư cách như một phần của Đội tuyển Thống nhất (1992). Kể từ Thế vận hội Mùa đông 1994, Liên bang Nga cử đi một đoàn thể thao riêng.

## Bảng huy chương

### Huy chương tại các kỳ Thế vận hội Mùa hè
| Thế vận hội    | Số VĐV        | Vàng          | Bạc           | Đồng          | Tổng số       | Xếp thứ       |
| Athens 1896    | không tham dự | không tham dự | không tham dự | không tham dự | không tham dự | không tham dự |
| Paris 1900     | 5             | 0             | 0             | 0             | 0             | –             |
| St. Louis 1904 | không tham dự |               |               |               |               |               |
| Luân Đôn 1908  | 6             | 1             | 2             | 0             | 3             | 12            |
| Stockholm 1912 | 159           | 0             | 2             | 3             | 5             | 16            |
| Tổng số        | Tổng số       | 1             | 4             | 3             | 8             | 84            |

### Huy chương theo môn Mùa hè
| Đấu vật     | 0 | 3 | 0 | 3 |
| Bắn súng    | 0 | 1 | 1 | 2 |
| Chèo thuyền | 0 | 0 | 1 | 1 |
| Thuyền buồm | 0 | 0 | 1 | 1 |
| Tổng số     | 0 | 4 | 3 | 7 |

Bảng này chưa bao gồm  1 huy chương vàng môn Trượt băng nghệ thuật tại Thế vận hội Mùa hè 1908.

### Huy chương theo môn Mùa đông
| Trượt băng nghệ thuật | 1 | 0 | 0 | 1 |
| Tổng số               | 1 | 0 | 0 | 1 |

Bảng này đã bao gồm 1 huy chương vàng môn Trượt băng nghệ thuật tại Thế vận hội Mùa hè 1908.